# Aimé Humbert-Droz
Aimé Humbert-Droz (La Chaux-de-Fonds, 29 juni 1819 - Neuchâtel, 19 september 1900) was een Zwitsers onderwijzer, reiziger, etnograaf, rector en radicaal politicus uit het kanton Neuchâtel.

## Biografie

### Afkomst en vroege carrière
Aimé Humbert-Droz was een zoon van Aimé-Louis Humbert, een horlogemaker, en van Emilie Droz. Hij was een neef van Amédor Humbert-Droz. In 1843 trouwde hij met Marie Humbert-Droz. Hij studeerde rechten in Lausanne en Tübingen, maar stopte in 1839 vroegtijdig met zijn studies. Van 1840 tot 1846 gaf hij les in Morges en van 1846 tot 1848 in Bern.

### Politicus

#### Kantonnale politiek
Na de Revolutie van Neuchâtel in 1848 werd Humbert-Droz secretaris van de voorlopige regering en lid van de constituante. Later werd hij lid van de Staatsraad van Neuchâtel, waarbinnen bij eerst van 1848 tot 1850 de Kanselarij leidde en vervolgens tot 1858 het departement Openbaar Onderwijs. Samen met Alexis-Marie Piaget schreef hij de wetgeving op de organisatie van de Staatsraad uit. Bij de Neuchâtelcrisis nam hij deel aan de vervolging van de royalisten en was hij betrokken bij de onderhandelingen over het Verdrag van Parijs ter regeling van de Neuchâtelcrisis van 26 mei 1857. Van 1888 tot 1891 was hij nog algemeen raadslid van Neuchâtel.

#### Federale politiek
Humbert-Droz zetelde vier keer in de Kantonsraad, met name van 3 juli 1854 tot 1 juni 1856, van 6 juli 1857 tot 1 juli 1860, van 3 december 1860 tot 1 juli 1862 en van 3 juli 1865 tot 1 juli 1866. Van 21 januari tot 7 februari 1856 was hij voorzitter van de Kantonsraad.

### Reiziger

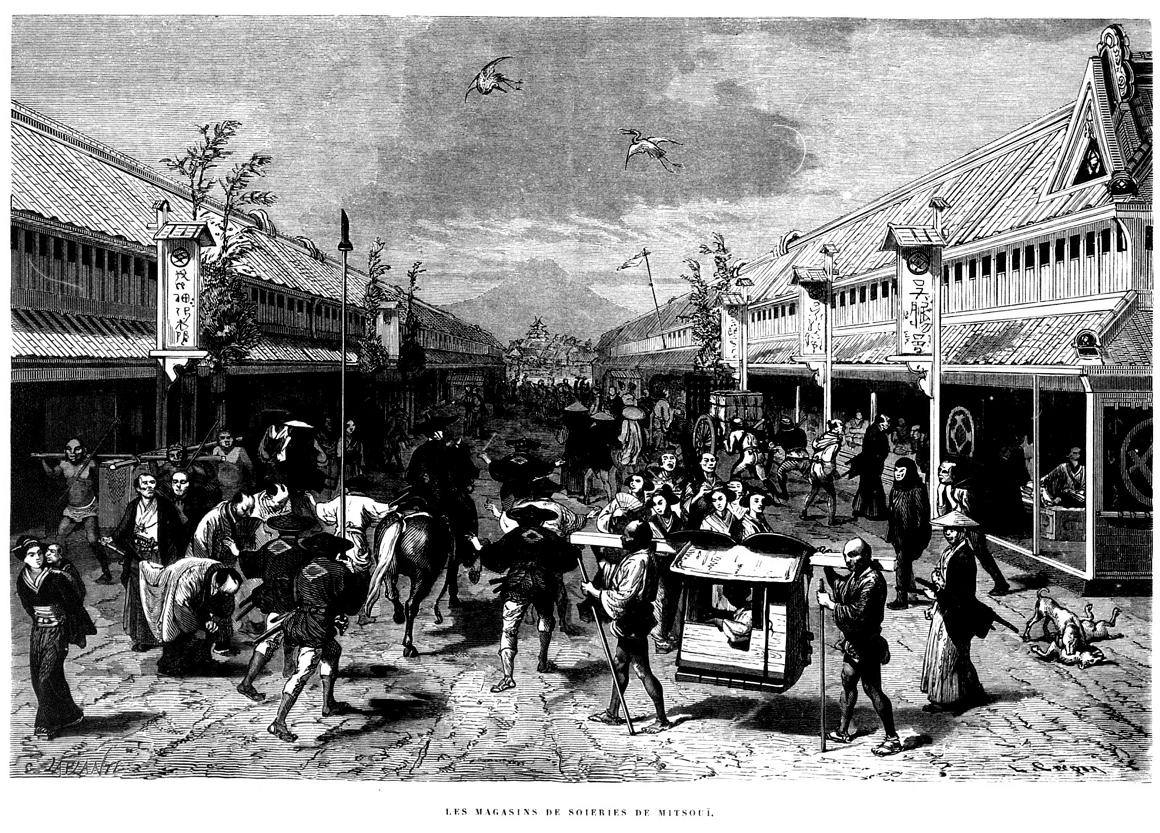
Les magasins de soieries de Mitsoui, afbeelding uit Le Japon illustré.

Als voorzitter van de Union horlogère, die was opgericht in 1858, organiseerde Humbert-Droz een handelspost in Singapore. Van 1863 tot 1864 was hij gezant in Japan en sloot hij het eerste Japans-Zwitserse handelsverdrag. Verder was hij er ook actief als etnograaf. Na zijn terugkeer naar Zwitserland baatte hij in Lausanne een kostschool voor jonge protestantse Spanjaarden uit.

## Trivia
- Van 1866 tot 1873 was Humbert-Droz rector van de Academie van Neuchâtel (1866-1873), waar hij van 1873 tot 1893 literatuur doceerde.
- Hij was vrijmetselaar.
- Hij zette zich in voor de strijd tegen prostitutie.

## Werken
- (fr)  Le Japon illustré, twee delen, 1870.